# Åmål (commune)
La commune d'Åmål est une commune suédoise du comté de Västra Götaland, peuplée d'environ 12 420 habitants (2020). Son chef-lieu se situe à Åmål.

## Localités principales
- Åmål
- Fengersfors
- Tösse